# 曾平江
曾平江（1930年—），男，四川广安人，中华人民共和国林业专家，曾任四川省政协副主席，第七、八届全国人大代表。